# Air Guinée International
Air Guinée International était une compagnie aérienne en projet basée à Conakry, en République de Guinée. Créé en partenariat entre le gouvernement de Guinée et la China International Fund. Air Guinée International devrait proposer des vols réguliers dans la région voisine. L'entreprise a dépassé les avions de la famille Boeing 737 -300  en appliquant les normes de sécurité européennes (JAR-OPS).
La société chinoise China International Fund, basée à Hong Kong a investi 50 millions de dollars dans la nouvelle compagnie
Cependant, la compagnie aérienne n’a pas commencé ses activités.

## Voir également
- Liste des compagnies aériennes disparues de Guinée
- Transports en Guinée